# Antoni Pons i Domínguez
Antoni Pons i Domínguez (Barcelona, 1884-1978) fue un arquitecto modernista español, hijo del también arquitecto 	Joan Baptista Pons i Trabal. 
Estudió en la Escuela Técnica Superior de Arquitectura de Barcelona, donde se tituló en 1905. Fue arquitecto municipal de Villafranca del Panadés (1918-1922, 1924 y 1935-1936), donde fue autor de obras como los Almacenes Jové (1921), la casa Cañas i Mañé (1911) y la casa Rigual Artigas (1912). Reformó varios edificios, como Can Raspall dels Horts en Vilafranca (1909) y la masía Ca l'Estalella en Castellví de la Marca (1909-1910).